# Płytka (osteosynteza)
Płytka (ang. plate) -  wyróżniamy cztery główne grupy typów płytek: kompresyjne (compression plates), rekonstrukcyjne (reconstruction plates), neutralizujące (neutralization plates) i wspierające (buttress plates).

## Płytki kompresyjne
Używane są dla złamań stabilnych w obecności naprężeń. Mogą być wykorzystywane w połączeniu z wkrętami otulającymi (lag screws) oraz mogą powodować dynamiczne naprężenia, jeśli tylko zostaną użyte w odpowiednim miejscu (tension side of bone). Najbardziej popularne są płytki kompresyjne dynamiczne, a rozpoznać je można po specjalnych owalnych otworach ustalających na wkręty. Obecne rozwiązania idą w kierunku tzw. systemu Low Contact – Dynamic Compression Plates, czyli LC-DCP lub LCDC (płytki małego kontaktu i dynamicznego ucisku). Cechą tego typu płytek są specjalne podcięcia znajdujące się po drugiej stronie, które mają przyspieszyć gojenie przez lepszy transport krwi do miejsca zespolenia zmniejszając ilość zakrytej powierzchni kości.

## Płytki rekonstrukcyjne
Najczęściej używane są w przypadku zespalania złamań miednicy (pelvic fracture) i pięty (calcaneal fracture). Płytki tego typu cechują się sporymi możliwościami w zakresie dostosowania do potrzeb zabiegu – mogą one zostać zgięte, wyprofilowane lub skrócone.

## Płytki neutralizujące
Płytki neutralizujące mają na celu zabezpieczanie powierzchni złamania przed normalnym zginaniem, rotacją i obciążeniami osiowymi, często są używane w połączeniu z wkrętami otulającymi (lag screws).

## Płytki wspierające
Płytki wspierające to inaczej płytki kostne kształtowe. Stosowane w momencie, gdy zespalana kość jest niestabilna pod wpływem ucisku. Ze względu na wygląd możemy wyróżnić następujące typy:
- L, T, Y, V,
- „koniczynka”,
- „widelcowa”,
- „motylek”,
- „cobra”.